# شهرستان نانگچن
شهرستان نانگچن (به لاتین: Nangqên County) یک منطقهٔ مسکونی در چین است که در ولایت خودمختار یوشو تبتی واقع شده‌است.